# Basseterre
Basseterre este capitala statului federal insular Saint Kitts și Nevis care se află în Marea Caraibilor și aparține de arhipelagul Antilele Mici. Orașul are o populație cu ca. 20.000 de locuitori, se află amplasat pe insula St. Kitts. Orașul este un centru comercial are un aeroport și câteva fabrici de zahăr.

## Personalități care provin din localitate
- Joan Armatrading muzician, ghitarist